# Michał Bałdyga
Michał Bałdyga (ur. 24 kwietnia 1980 w Warszawie) – polski artysta, performer, twórca instalacji. Inicjator kampanii na rzecz pozytywnego postrzegania niepełnosprawności Wszyscy jesteśmy superbohaterami.

## Życiorys
Urodził się w rodzinie aktorów teatrów niekonwencjonalnych. W trzecim miesiącu życia, po nieudanym szczepieniu rozpoznano u niego dziecięce porażenie mózgowe. W dzieciństwie rodzina dużo podróżowała po Europie. W 1989 przeprowadziła się do Bielska. W wieku dwunastu lat zapadł na padaczkę. W liceum uczył się w klasie o profilu wystawienniczym. Po zdaniu matury bez powodzenia próbował się dostać na studia w Krakowie i Warszawie. Został przyjęty do cieszyńskiej Filii Uniwersytetu Śląskiego, a potem przeniósł się na Akademię Sztuk Pięknych w Poznaniu (pracownia prof. Jana Berdyszaka). Ukończył studia na kierunku Edukacji Artystycznej w 2006 oraz Projektowania Graficznego w 2010 tej uczelni. Obronił na niej tytuł doktora w styczniu 2015. Po studiach powrócił do Bielska-Białej.
W swoich pracach balansuje na granicy pomiędzy realnym a symbolicznym działaniem. Bada stosunek własnej osoby, do zdarzeń wokół oraz do samego siebie, do problemów barier fizycznych, psychicznych i mentalnych życia. Brał udział w szeregu wystaw indywidualnych i zbiorowych.

## Wybrane prezentacje indywidualne
- 2015 – Symetriairtemysa, Galeria Raczej, Poznań
- 2014 – Schematy No 1, Galeria Ego, Poznań
- 2011 – Mystic, Galeria KCK, Inowrocław
- 2011 – Vera Icon Galeria 7, Andrychów
- 2011 – Rytmy, Galeria Post Office, Poznań
- 2010 – Na styku, Galeria ODA, Piotrków Trybunalski
- 2008 – Pomiędzy, Galeria Naród Sobie, Poznań
- 2007 – Równowaga, Galeria AT, Poznań
- 2007 – Pamięć jako proces twórczy, Centrum Sztuki Współczesnej Solvay, Kraków

## Wybrane prezentacje zbiorowe
- 2015 – Układ ciała, Galeria ODA, Piotrków Trybunalski
- 2015 – Myślę o sobie, kiedy myślę o sobie, Galeria Scena, Koszalin
- 2015 – #naukaczytania, Galeria Słodownia +1, Stary Browar, Poznań
- 2015 – Interakcje Festiwal Performance, Galeria ODA, Piotrków Trybunalski
- 2015 – Check Point #8, Poznań
- 2014 – Granice globalizacji. Polish Art Tomorrow w ramach IV Mediations Biennale, CK Zamek, Poznań
- 2014 – Żywa biblioteka w ramach Święta Herbaty, Fundacja Laja, Cieszyn
- 2014 – Bielski Festiwal Sztuk Wizualnych, Galeria BWA, Bielsko-Biała
- 2014 – Pole potencjalne, Galeria Siłownia, Poznań
- 2014 – III Festiwal Performance Teatru T.C.R.!, Pasaż Kultury Andromeda, Tychy
- 2013 – Złoty środek, Galeria Ego, Poznań
- 2013 – Koszart Festiwal, Koszalin
- 2013 – FRiK, Wzgórze Zamkowe, Cieszyn
- 2013 – Mum, I Just Need to Focus on My Art Right Now, Galeria Miejska Arsenał, Poznań
- 2013 – Moving Art Box, Wuppertal
- 2013 – Ustanawianie szczęścia, Galeria Ego, Poznań
- 2013 – Check Point #5, Skoki
- 2013 – Moving Art Box, Galeria Arsenał, Wrocław
- 2012 – Konteksty – II Festiwal Sztuki Efemerycznej, Sokołowsko
- 2012 – Check Point #4, Lublin
- 2012 – InSpiracje, Klub 13 Muz, Szczecin
- 2011 – Koło Czasu – V festiwal performance, CSW Toruń
- 2011 – Biennale Sztuki, Piotrków Trybunalski
- 2011 – Bielski Festiwal Sztuk Wizualnych, Galeria BWA, Bielsko-Biała
- 2011 – Artificial, Zielona Góra
- 2011 – Barwy ochronne, Łódź
- 2010 – Wieczór performance, Biała Podlaska
- 2010 – EPAF, Warszawa
- 2010 – Solidarność, twój anioł wolność ma na imię, Gdańsk
- 2010 – Artenalia, Poznań
- 2009 – Performance Platform, Lublin
- 2009 – Między 30 a 35, Poznań
- 2009 – Między nierzeczywistością a rzeczywistością, Łódź
- 2009 – Tydzień aktualnej sztuki, Lwów
- 2009 – Granice wnętrza, Poznań
- 2008 – Home Sweet Home, Sanok
- 2008 – Home Sweet Home, Praga
- 2008 – IV Festiwal ulicy Wzgórze, Bielsko-Biała
- 2008 – Artenalia, Poznań
- 2008 – Oddech wiosny, Toruń
- 2007 – Stepbystep, Toruń
- 2007 – Youth Art Festival Przeciąg, Szczecin
- 2007 – Arterie, Katowice
- 2007 – Racibórz Art Festival, Racibórz
- 2007 – Bielsko Festival of Visual Arts, Bielsko-Biała
- 2007 – Sfumato, Warszawa
- 2007 – Prima aprilis, Toruń
- 2007 – Performerzy do prania, Katowice